# رؤیای طلایی
رؤیای طلایی (اسپانیایی: La jaula de oro‎) یک فیلم درام مکزیکی است که در سال ۲۰۱۳ منتشر شد. این فیلم در بخش جایزه برای کارهای نو و نگاهی نو در جشنواره فیلم کن ۲۰۱۳ به نمایش درآمد.

## داستان
خوان، سارا و ساموئل سه نوجوان از گواتمالا هستند که برای یافتن زندگی بهتر و جدا شدن از فقر راهی سفری به سمت ایالات متحده می‌شوند. بعد از رد شدن از مرزهای مکزیک به وسیلهٔ قایق با شخصی بنام چاوک آشنا می‌شوند که اتفاقاً بلد نیست اسپانیایی صحبت کند. آنها با هم سوار یک قطار می‌شوند و طولی نمی‌کشد تا با یک واقعیت خشن روبرو شوند.